# 浜銀TT証券
浜銀TT証券株式会社（はまぎんティーティーしょうけん、英称：Hamagin Tokai Tokyo Securities Co., Ltd）は、横浜銀行グループの証券会社。本社は横浜市西区みなとみらい三丁目にある。2008年設立。

## 概要
横浜銀行と東海東京証券が共同出資し、2008年11月4日営業を開始した。設立に際し、東海東京証券が持っていた神奈川県内6支店を承継し、本店営業部を加えた7店舗の体制となった。設立後5年間で、さらに15店舗増設することを目標としている。
横浜銀行は、かつて横浜シティ証券という名称の証券子会社を1996年に設立したが、3年後の1999年に清算している。
2019年4月現在の営業拠点は17店舗。